# Nutbush (Tennessee)

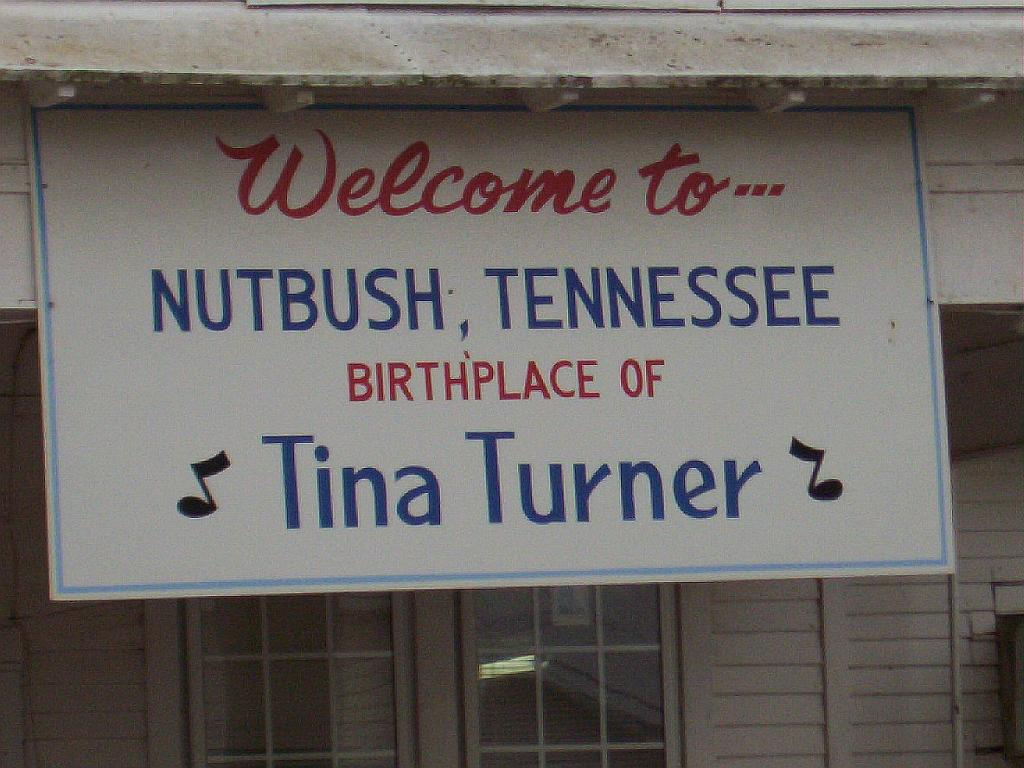
Nutbush, Heimatort der Sängerin Tina Turner

Nutbush ist eine Siedlung auf gemeindefreiem Gebiet (Unincorporated community) im Haywood County im Westen des US-amerikanischen Bundesstaates Tennessee.
Im frühen 19. Jahrhundert gegründet, ist Nutbush heute Heimat zweier früher amerikanischer Kirchen: Woodlawn Baptist Church und Trinity United Methodist Church. Auf dem Trinity Cemetery haben mehr als 50 gefallene Soldaten aus dem Amerikanischen Bürgerkrieg ihre letzte Ruhestätte gefunden.
Die dominante Einkommensquelle des Ortes ist die Anpflanzung von Baumwolle. Früher und heute ist die Landwirtschaft auf die Kultivierung von Baumwolle konzentriert. Heute wird die Baumwolle in einem Baumwoll-Verarbeitungs-Betrieb in der Gemeinde verarbeitet.
Nutbush ist bekannt als Heimat der Sängerin Tina Turner, die hier bei ihrer Großmutter aufwuchs. In dem Lied Nutbush City Limits beschreibt sie den Ort. Das Haus, in dem Tina Turner lebte, existiert nicht mehr.

## Geographie
Nutbush befindet sich auf der geographischen Position 35,70° Nord und 89,41° West. Die Höhe über NN ist 119 m (durchschnittliche Höhe des Regierungsbezirks Haywood County). Baumwollfelder und Hügel dominieren die Landschaft. Nutbush liegt am südöstlichen Rand der New-Madrid-Erdbeben-Zone, einem Gebiet mit hohem Erdbeben-Risiko.

### Post und Telefon
Die Postleitzahl von Nutbush ist 38063 (Ripley, Tennessee) und die Telefonvorwahl ist 731.

## Geschichte

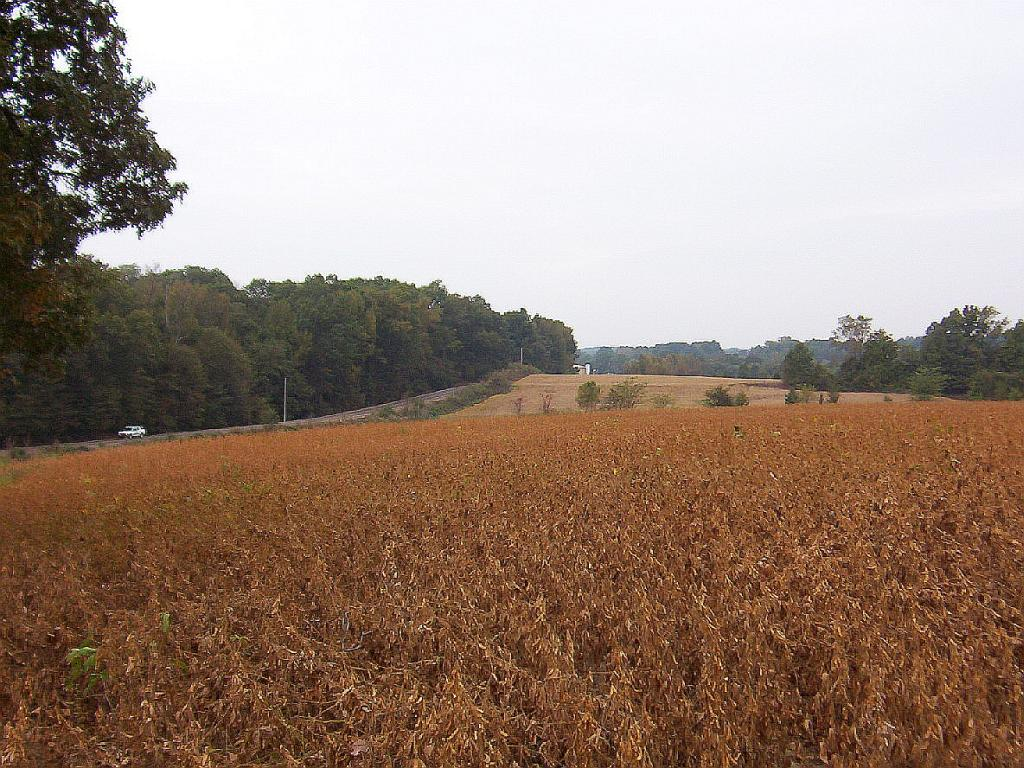
Landschaftsaufnahme in Nutbush mit State Highway 19

Die Gemeinde Nutbush wurde im frühen 19. Jahrhundert von Siedlern aus Virginia und North Carolina gegründet, die westwärts reisten. Details über diese ersten Siedler in dem Gebiet sind nicht bekannt.
Trinity United Methodist Church wurde im Jahr 1822 gegründet. Mehr als 50 Soldaten beider Seiten, die im Bürgerkrieg in den U.S.A. gefallen sind, wurden auf dem Trinity Cemetery beigesetzt, der zur Kirche gehört. Der Trinity Cemetery wird als einer der best erhaltenen Friedhöfe des Regierungsbezirks erwähnt.
1881 wurde in Nutbush ein U.S. Postamt eröffnet, das im Jahre 1905 wieder geschlossen wurde.
Woodlawn Baptist Church and Cemetery (auch als Woodlawn Missionary Baptist Church bekannt) wurde 1996 dem National Register of Historic Places für seine geschichtliche Bedeutung hinzugefügt.

## Bevölkerung
Im Jahr 2000 lebten 259 Personen im Wahlbezirk Nutbush (TN 3976). Von diesen waren 215 weiß (83,01 %), 42 schwarz (16,22 %) und 2 hatten eine andere Abstammung (0,77 %). Im Jahr der Datenerhebung waren 190 Personen (73,36 %) 18 Jahre oder älter.

## Wirtschaft

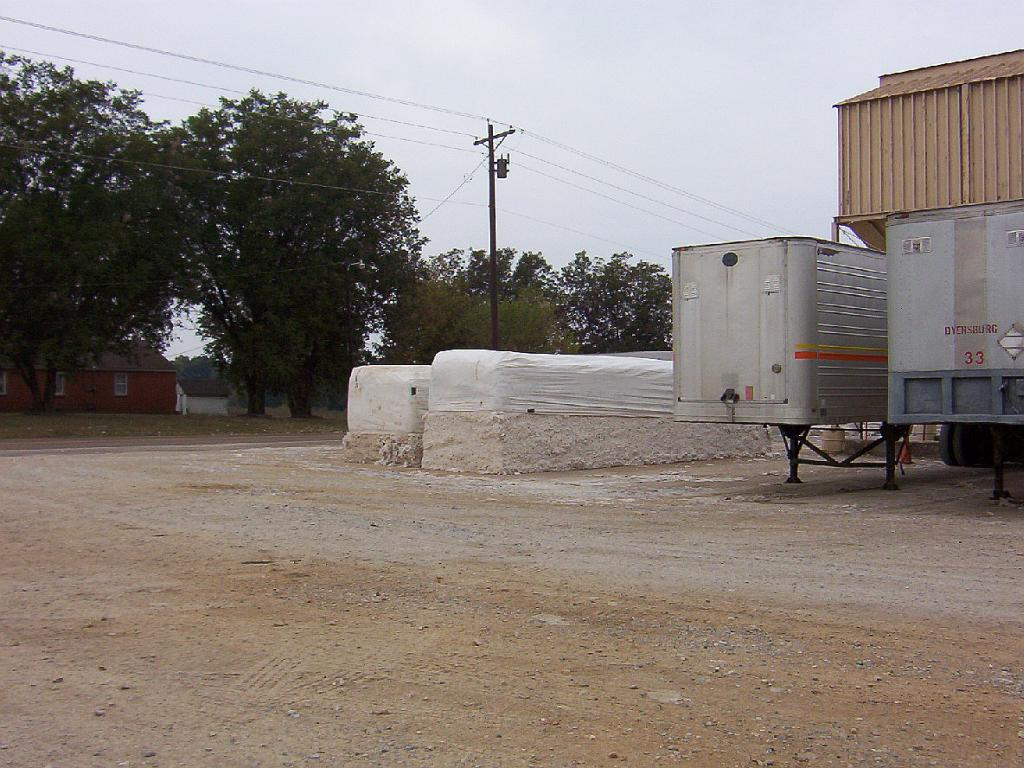
Baumwollernte in Nutbush

Die Haupteinkommensquelle der Gemeinde ist Landwirtschaft (insbesondere Baumwolle).
Nach der Abschaffung der Sklaverei war sharecropping das hauptsächliche Mittel des Einkommenserwerbs für die ärmeren Familien in der Gegend. Insbesondere für die Kultivierung von Baumwolle benutzten Bauern Land eines Großgrundbesitzers, im Gegenzug erhielt der Grundbesitzer einen Anteil der Ernte des jeweiligen Jahres. Moderne Maschinen wie der Baumwoll-Pflücker haben diese Methode im Laufe der Zeit überflüssig gemacht, da sie nach und nach die Handarbeit übernommen haben. Heute ist ein Baumwoll-Verarbeitungs-Betrieb die einzige landwirtschaftliche Industrie in der Gemeinde.
Am Lagoon Creek betreibt die Tennessee Valley Authority (TVA) in Nutbush ein Kraftwerk. Aus acht Gasturbinen erzeugt das Kraftwerk Strom für das Gebiet in Zeiten hoher Last.

Tina Turner Highway

## Verkehr
Durch den Ort führt der State Highway 19. Der Abschnitt zwischen Brownsville und Nutbush wurde 2001 in Tina Turner Highway umbenannt.

## Persönlichkeiten
- Tina Turner (1939–2023), Sängerin (Rockmusik)